# Aeroporto di Chengdu-Tianfu
L'Aeroporto di Chengdu-Tianfu (IATA: TFU, ICAO: ZUTF) è il secondo aeroporto internazionale della città di Chengdu, nella regione del Sichuan, in Cina e il terzo più grande del paese dopo quelli di Pechino e Shanghai. Aperto il 27 giugno 2021, l'aeroporto, situato a 440 m s.l.m., dispone di 3 piste in calcestruzzo: la prima con orientamento 01/19 lunga 4.000 metri, la seconda con orientamento 02/20 lunga 3.200 metri e la terza con orientamento 11 lunga 3.800 metri. È costituito da 2 terminal: il Terminal 1, riservato ai voli internazionali e aperto ufficialmente nel marzo 2023, e il Terminal 2, riservato ai voli domestici.